# ناوشکن کلاس طارق
ناوشکن کلاس طارق (به انگلیسی: Tariq-class destroyer) ۶ فروند از ناوچه‌های تایپ ۲۱ نیروی دریایی بریتانیا است که از سال‌های ۴-۱۹۹۳ توسط پاکستان خریداری شد. انگلیسی‌ها این کشتی‌ها را ناوچه طبقه‌بندی کرده بودند اما در نیروی دریایی پاکستان به عنوان ناوشکن طبقه‌بندی شده‌اند. این کشتی‌ها ۳۷۵۹ تن بارگیری کامل و ۱۷۷ متر طول دارند. این ۶ فروند کشتی جنگی در پاکستان بابر، طارق، خیبر، شاه جهان، تیپو سلطان و بدر نامگذاری شده‌اند.